# Soldații lui Odin
Soldații lui Odin (SOO) (în finlandeză Odinin sotilaat) este un grup anti-imigraționist înființat în Kemi, Finlanda în octombrie 2015. Grupul a fost luat naștere după ce Finlanda a primit mii de imigranți ca urmare a crizei refugiaților. Aceștia se autocaracterizează drept o „organizație patriotică care luptă pentru o Finlanda” care dorește să izgonească „intrușii islamiști” despre care susțin că „provoacă instabilitate” și ridică rata criminalității.
SOO a a respins etichetele de „rasist” și „neonazist” în interviuri și pe pagina lor de Facebook. În ciuda acestor declarații, fondatorul Mika Ranta are legături cu Mișcarea de rezistență nordică și a fost condamnat pentru o infracțiune motivată de ură în 2005. Conform televiziunii finlandeze Yle, există o pagina privată de Facebook unde conversațiile membrilor SOO prezintă afirmații rasiste și naziste. Există temeri cu privire la tendința anti-imigrație ale grupului.
Organizația Soldații lui Odin a fost descris atât de Southern Poverty Law Center⁠(d), cât și de Anti-Defamation League drept un grup care incită la ură, deși aceștia au respins eticheta. Un raport al ADL susține că scopul lor aparent este „să efectueze patrule” cu scopul de a proteja cetățenii de „presupusele atacuri ale refugaților” și că „deși nu toți membrii grupului sunt supremațiști albi sau bigoți, o mare parte din ei sunt”.
Pe lângă Finlanda, grupuri asociate cu acesta sunt prezente în Australia, Belgia, Canada, Germania, Olanda, Danemarca, Norvegia, Suedia, Estonia, Statele Unite, Regatul Unit, Portugalia și Spania.